# لابولایه (کوردوبا)
لابولایه (به اسپانیایی: Laboulaye) یک منطقهٔ مسکونی در آرژانتین است که در Presidente Roque Sáenz Peña Department واقع شده‌است. لابولایه ۲۰٬۵۳۴ نفر جمعیت دارد و ۱۳۱ متر بالاتر از سطح دریا واقع شده‌است.